# Miquel Roca i Bennàssar
Miquel Roca i Bennàssar (Palma, 1953) és un psiquiatre i professor mallorquí.
De 2003 a 2011 fou president de l'Acadèmia de les Ciències Mèdiques de Catalunya i Balears (Acadèmia Mèdica Balear).
Va ser Degà (2017 - 2023) de la Facultat de Medicina de la Universitat de les Illes Balears.